# جاش بومن
جاش بومن (انگلیسی: Josh Bowman؛ زادهٔ ۴ مارس ۱۹۸۸) یک هنرپیشه اهل بریتانیا است. وی از سال ۲۰۰۷ میلادی تاکنون مشغول فعالیت بوده‌است.
از فیلم‌های معروف او می‌توان به بازی در مجموعه تلویزیونی انتقام اشاره کرد.